# 貝倫火山

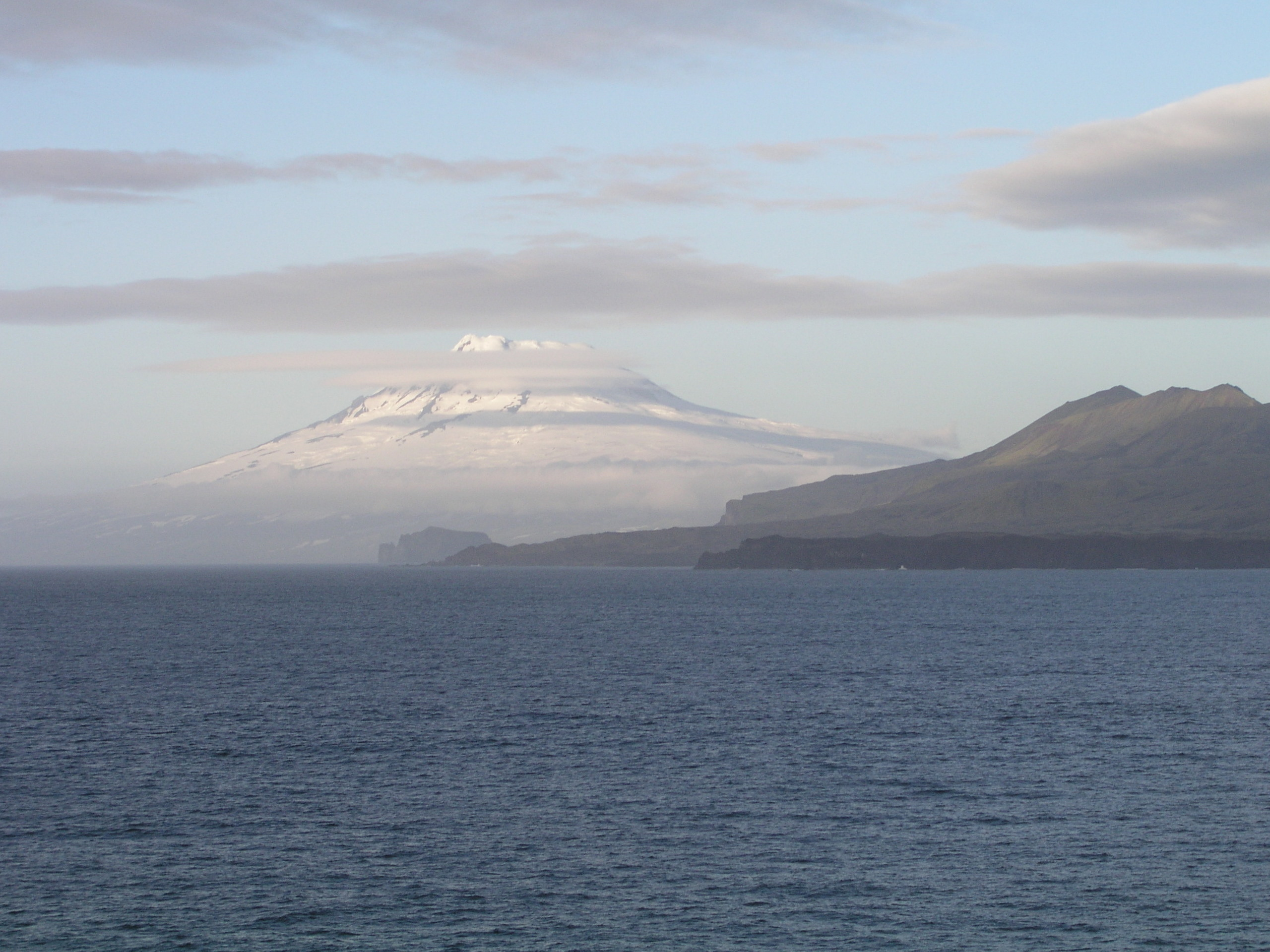

貝倫火山是挪威的火山，位於揚馬延島東北端，海拔高度2,277米，火山口寬約1公里，最近一次火山噴發在公元1985年發生，人類在1921年首次成功登頂。

## 外部連結
- Jan Mayen Homepage（页面存档备份，存于）, including general info, photos, blog, and webcam
- Beerenberg Expedition 2008 Pictures （页面存档备份，存于）
- Pictures and a map of Beerenberg